# Mike Hughes
Mike Hughes, conhecido popularmente como Mad Mike Hughes (9 de fevereiro de 1956 — San Bernardino, 22 de fevereiro de 2020), foi um dublê, aventureiro e teórico da conspiração estadunidense, conhecido por se lançar em foguetes caseiros.

## Biografia
Mike nasceu em 1955, embora não haja informações sobre sua data e local de nascimento, mas ele viveu em Barstow, Califórnia. Ele era amplamente conhecido por ser dublê, construir foguetes caseiros e também por seus pensamentos sobre a teoria da terra plana. Ao longo de sua carreira, ele estabeleceu muitos recordes em sua tentativa de chegar até a órbita terrestre.
Em 2002, ele já havia estabelecido um recorde no Guinness ao saltar cerca de 103 pés na limusine da Lincon Car. Mike lançou anteriormente o foguete Self Made em março de 2018 e subiu no céu a cerca de 630 metros e contou sobre seus desejos em uma entrevista em outubro de 2018: 
”A ideia da Terra Plana é como tudo para mim, só quero que as pessoas questionem-se. Pergunte o que seu congressista está fazendo, seu conselho da cidade. Pergunta o que realmente aconteceu durante a Guerra Civil. O que aconteceu durante o 11 de setembro.” 
Além disso, ele ganhou muita atenção devido à sua teoria e estava tentando provar que "a Terra é plana" e pretendia alcançar 100 quilômetros no ar para ultrapassar a Linha de Kármán.
Morreu no dia 22 de fevereiro de 2020, aos 64 anos, após o foguete caseiro que ele pilotava cair em um deserto na Califórnia durante a tentativa de decolagem à atmosfera terrestre.